# تای ابوت
تای ابوت (انگلیسی: Ty Abbott؛ زادهٔ ۱۹ اوت ۱۹۸۸) بازیکن بسکتبال اهل ایالات متحده آمریکا است.